# Antigua en Barbuda op de Olympische Zomerspelen 1992
Antigua en Barbuda nam deel aan de Olympische Zomerspelen 1992 in Barcelona, Spanje. Het was de vierde deelname van de eilandengroep.

## Deelnemers en resultaten per onderdeel

### Atletiek
| Olympiër           | Discipline | Resultaat | Prestatie                                       |
| ------------------ | ---------- | --------- | ----------------------------------------------- |
| Kenmore Hughes     | 200m (m)   | 67e       | serie 7: 7de in 22,18                           |
| Kenmore Hughes     | 400m (m)   | 56e       | serie 4: 7e in 48,56                            |
| Dale Jones         | 800m (m)   | 32e       | serie 6: 5e in 1.50,43                          |
| Reuben Appleton    | 1500m (m)  | 42e       | serie 3: 10e 4.02,99                            |
|                    |            |           |                                                 |
| Heather Samuel     | 100m (v)   | 34e       | serie 4: 5e in 11,76                            |
| Heather Samuel     | 200m (v)   | 31e       | serie 3: 4e in 24,09 kwartfinale 3: 8e in 24,12 |
| Charmaine Gilgeous | 400m (v)   | 35e       | serie 2: 5e in 55,48                            |

### Wielersport
| Olympiër         | Discipline                    | Resultaat | Prestatie      |
| ---------------- | ----------------------------- | --------- | -------------- |
| Neil Lloyd       | wegwedstrijd (m)              | DNF       | niet gefinisht |
| Robert Marsh     | wegwedstrijd (m)              | DNF       | niet gefinisht |
| Robert Peters    | wegwedstrijd (m)              | DNF       | niet gefinisht |
| Nigel Neil Lloyd | 1000m tijdrit (m)             | 31e       | 1.14,816       |
| Robert Peters    | individuele achtervolging (m) | 26e       | gedubbeld      |
| Nigel Neil Lloyd | puntenkoers (m)               | DNF       | niet gefinisht |

### Zeilen
| Olympiër                     | Discipline    | Resultaat | Prestatie                                     |
| ---------------------------- | ------------- | --------- | --------------------------------------------- |
| Ty Brodie                    | Lechner A-390 | 43e       | 430 punten (40-41-39-DNC-40-40-DNC-43-43-DNC) |
| Stedroy Braithwaite          | finn (m)      | 27e       | 187 punten (28-25-23-24-27-28-24)             |
|                              |               |           |                                               |
| Karen Portch                 | Europe        | 23e       | 160 punten (19-24-18-23-22-20-22)             |
|                              |               |           |                                               |
| Paola Vittoria Carlo Falcone | Star          | 24e       | 170 punten (25-21-21-26-17-25-21)             |

Albanië · Algerije · Amerikaanse Maagdeneilanden · Amerikaans-Samoa · Andorra · Angola · Antigua en Barbuda · Argentinië · Aruba · Australië · Bahama's · Bahrein · Bangladesh · Barbados · België · Belize · Benin · Bermuda · Bhutan · Bolivia · Bosnië en Herzegovina · Botswana · Brazilië · Britse Maagdeneilanden · Bulgarije · Burkina Faso · Canada · Centraal-Afrikaanse Republiek · Chili · China · Chinees Taipei · Colombia · Congo-Brazzaville · Cookeilanden · Costa Rica · Cuba · Cyprus · Denemarken · Djibouti · Dominicaanse Republiek · Duitsland · Ecuador · Egypte · El Salvador · Equatoriaal-Guinea · Estland · Ethiopië · Fiji · Filipijnen · Finland · Frankrijk · Gabon · Gambia · Gezamenlijk team · Ghana · Grenada · Griekenland · Groot-Brittannië · Guam · Guatemala · Guinee · Guyana · Haïti · Honduras · Hongarije · Hongkong · Ierland · IJsland · India · Indonesië · Irak · Iran · Israël · Italië · Ivoorkust · Jamaica · Japan · Jemen · Jordanië · Kaaimaneilanden · Kameroen · Kenia · Koeweit · Kroatië · Laos · Lesotho · Letland · Libanon · Libië · Liechtenstein · Litouwen · Luxemburg · Madagaskar · Malawi · Malediven · Maleisië · Mali · Malta · Marokko · Mauritanië · Mauritius · Mexico · Monaco · Mongolië · Mozambique · Myanmar · Namibië · Nederland · Nederlandse Antillen · Nepal · Nicaragua · Nieuw-Zeeland · Niger · Nigeria · Noord-Korea · Noorwegen · Oeganda · Oman · Oostenrijk · Pakistan · Panama · Papoea-Nieuw-Guinea · Paraguay · Peru · Polen · Portugal · Puerto Rico · Qatar · Roemenië · Rwanda · Saint Vincent‑Grenadines · Salomonseilanden · Samoa · San Marino · Saoedi-Arabië · Senegal · Seychellen · Sierra Leone · Singapore · Slovenië · Soedan · Spanje · Sri Lanka · Suriname · Swaziland · Syrië · Tanzania · Thailand · Togo · Tonga · Trinidad en Tobago · Tsjaad · Tsjecho-Slowakije · Tunesië · Turkije · Uruguay · Vanuatu · Venezuela · Verenigde Arabische Emiraten · Verenigde Staten · Vietnam · Zaïre · Zambia · Zimbabwe · Zuid-Afrika · Zuid-Korea · Zweden · Zwitserland · Onafhankelijke olympische deelnemers